# Lepidosaphes pineti
Lepidosaphes pineti är en insektsart som beskrevs av Borchsenius 1958. Lepidosaphes pineti ingår i släktet Lepidosaphes och familjen pansarsköldlöss. Inga underarter finns listade i Catalogue of Life.